# Virus Macro
Trong thuật ngữ điện toán, virus macro là một loại virus được viết bằng ngôn ngữ macro: ngôn ngữ lập trình được nhúng bên trong một ứng dụng phần mềm (ví dụ: bộ xử lý văn bản và ứng dụng bảng tính). Một số ứng dụng, chẳng hạn như Microsoft Office, Excel, PowerPoint cho phép các chương trình macro được nhúng vào tài liệu để macro được chạy tự động khi tài liệu được mở và điều này cung cấp một cơ chế riêng biệt, từ đó máy tính độc hại có thể lây lan. Đây là một lý do có thể nguy hiểm khi mở tệp đính kèm bất ngờ trong e-mail. Nhiều chương trình chống vi-rút có thể phát hiện vi-rút macro; tuy nhiên, hành vi của virus macro vẫn có thể khó phát hiện.

## Nguyên tắc cơ bản
Macro là một chuỗi các lệnh và hành động giúp tự động hóa một số tác vụ - thường là một chương trình khá ngắn và đơn giản. Tuy nhiên, chúng được tạo, chúng cần được thực thi bởi một số hệ thống diễn giải các lệnh được lưu trữ. Một số hệ thống macro là các chương trình độc lập, nhưng các hệ thống khác được tích hợp vào các ứng dụng phức tạp (ví dụ: bộ xử lý văn bản) để cho phép người dùng lặp lại các chuỗi lệnh một cách dễ dàng hoặc cho phép các nhà phát triển điều chỉnh ứng dụng theo nhu cầu cục bộ.

## Hoạt động
Một vi-rút macro có thể lây lan qua các tệp đính kèm e-mail, phương tiện lưu động, mạng và Internet và rất khó phát hiện. Một cách phổ biến để virus macro lây nhiễm vào máy tính là thay thế các macro thông thường bằng virus. Virus macro thay thế các lệnh thông thường có cùng tên và chạy khi lệnh được chọn. Các macro độc hại này có thể bắt đầu tự động khi tài liệu được mở hoặc đóng, mà không cần kiến thức của người dùng.
Khi tệp có chứa vi-rút macro được mở, vi-rút có thể lây nhiễm vào hệ thống. Khi được kích hoạt, nó sẽ bắt đầu nhúng chính nó vào các tài liệu và mẫu khác. Nó có thể làm hỏng các phần khác của hệ thống, tùy thuộc vào tài nguyên nào mà macro trong ứng dụng này có thể truy cập. Khi các tài liệu bị nhiễm được chia sẻ với người dùng và hệ thống khác, virus sẽ lây lan. Virus macro đã được sử dụng như một phương pháp cài đặt phần mềm trên hệ thống mà không có sự đồng ý của người dùng, vì chúng có thể được sử dụng để tải xuống và cài đặt phần mềm từ internet thông qua việc sử dụng phím bấm tự động. Tuy nhiên, điều này không phổ biến vì nó thường không hiệu quả đối với bộ mã hóa virus vì phần mềm được cài đặt thường được người dùng chú ý và gỡ cài đặt.
Do virus macro phụ thuộc vào ứng dụng chứ không phải hệ điều hành, nó có thể lây nhiễm một máy tính chạy bất kỳ hệ điều hành nào mà ứng dụng được nhắm mục tiêu đã được chuyển đến. Đặc biệt, vì Microsoft Word có sẵn trên máy tính Macintosh, virus macro từ có thể tấn công một số máy Mac ngoài nền tảng Windows.
Một ví dụ về virus macro là virus Melissa xuất hiện vào tháng 3/1999. Khi người dùng mở tài liệu Microsoft Word có chứa virus Melissa, máy tính của họ sẽ bị nhiễm. Sau đó, virus sẽ tự gửi qua email cho 50 người đầu tiên trong sổ địa chỉ của người đó. Điều này làm cho virus nhân lên với tốc độ chóng mặt.
Không phải tất cả các virus macro đều được phát hiện bởi phần mềm chống vi-rút. Mọi người nên thận trọng khi mở tệp đính kèm email và các tài liệu khác để làm giảm khả năng bị nhiễm virus.